# FK Vėtra Vilnius
El FK Vėtra fue un club de fútbol radicado en Vilna, fundado en 1996 en la ciudad de Rūdiškės, un asentamiento en el distrito de Trakai, se trasladó a la ciudad de Vilnius en 2003 con la compra de su propio estadio. 
El club viene cuajando en las últimas temporadas buenas participaciones tanto en la Liga como en la Copa (de la que fue finalista en 2005 y 2010). El equipo, viste de amarillo y negro.
En el plano continental, su mayor logro hasta la fecha es la eliminación del Hibernian FC en la 2.ª ronda de la Copa Intertoto 2004, competición en cuyas últimas cuatro ediciones ha participado consecutivamente; su primer rival en la edición de 2007 será el Llanelli AFC galés. En su actual plantilla destaca el internacional Andrius Skerla.

## Participación en competiciones europeas
| Temporada | Torneo             | Ronda             | Club             | Resultado  |
| --------- | ------------------ | ----------------- | ---------------- | ---------- |
| 2004      | UEFA Intertoto Cup | 1                 | JK Trans Narva   | 3–0, 1–0   |
| 2004      | UEFA Intertoto Cup | 2                 | Hibernian        | 1–1, 1–0   |
| 2004      | UEFA Intertoto Cup | 3                 | Esbjerg fB       | 1–1, 0–4   |
| 2005      | UEFA Intertoto Cup | 1                 | CFR Cluj         | 2–3, 1–4   |
| 2006      | UEFA Intertoto Cup | 1                 | Shelbourne FC    | 0–1, 0–4   |
| 2007      | UEFA Intertoto Cup | 1                 | Llanelli AFC     | 3–1, 3–5   |
| 2007      | UEFA Intertoto Cup | 2                 | Legia Warsaw     | 3–0 (awd.) |
| 2007      | UEFA Intertoto Cup | 3                 | Blackburn Rovers | 0–2, 0–4   |
| 2008–09   | UEFA Cup           | 1° Clasificatoria | Viking FK        | 1–0, 0–2   |
| 2009-10   | Europa League      | 1° Clasificatoria | CS Grevenmacher  | 3–0, 3–0   |
| 2009-10   | Europa League      | 2° Clasificatoria | HJK Helsinki     | 0–1, 3–1   |
| 2009-10   | Europa League      | 3° Clasificatoria | Fulham           | 0–3, 0–3   |